# Amourricho van Axel Dongen
Amourricho Jahvairo Déshauntino van Axel Dongen (Almere, 29 september 2004) is een Nederlands voetballer die doorgaans speelt als linksbuiten. In mei 2021 debuteerde hij voor Jong Ajax en in december 2021 voor Ajax.

## Clubcarrière
Van Axel Dongen speelde in de jeugd van Zeeburgia en OSV en kwam in 2013 terecht in de opleiding van Ajax. Hier tekende hij in september 2020 zijn eerste professionele contract. Van Axel Dongen maakte op 7 mei 2021 zijn professionele debuut namens Jong Ajax in de zevenendertigste speelronde van de Eerste divisie in het seizoen 2020/21. In eigen huis tegen De Graafschap mocht hij van coach Mitchell van der Gaag als basisspeler aan het duel beginnen. In de rust werd hij gewisseld ten faveure van Giovanni. Kenneth Taylor opende de score namens Jong Ajax, maar in de tweede helft redde Toine van Huizen een punt voor De Graafschap: 1–1. Ook in de laatste speelronde speelde de linksbuiten mee, vijf dagen na zijn debuut op bezoek bij Telstar. Hier mocht hij van trainer Van der Gaag opnieuw in de basisopstelling starten en drie minuten voor rust opende hij de score op aangeven van Kian Fitz-Jim. In de tweede helft maakte Ilias Bronkhorst gelijk, waarna Liam van Gelderen toch zorgde voor een overwinning voor Jong Ajax: 1–2. Van Axel Dongen maakte het einde van de wedstrijd niet meer mee vanuit het veld, want hij werd na tweeënzestig minuten spelen gewisseld voor Nordin Musampa. Aan het einde van het seizoen 2020/21 werd Van Axel Dongen uitgeroepen tot grootste talent van de jeugdopleiding van Ajax.
In seizoen 2021/22 speelde hij opnieuw voor Jong Ajax, waar hij tot aan de winterstop in zes van de twintig wedstrijden in actie kwam. Gedurende dat seizoen maakte hij ook zijn debuut in het eerste elftal van Ajax, tijdens een wedstrijd voor de KNVB Beker tegen BVV Barendrecht op 15 december. Door doelpunten van Kenneth Taylor, Danilo (tweemaal) en mededebutant Kristian Hlynsson werd met 4–0 gewonnen en Van Axel Dongen mocht van coach Erik ten Hag een kwartier voor tijd invallen voor Mohamed Daramy. Op 16 januari 2022 debuteerde Van Axel Dongen in de Eredivisie; in de vijfentachtigste minuut verving hij Antony in de met 0–3 gewonnen uitwedstrijd tegen FC Utrecht.
In het seizoen 2022/23 speelde hij alleen voor Jong Ajax en kwam hij niet in actie voor het eerste team. In mei 2023 werd zijn verbintenis opengebroken en verlengd tot medio 2027. Aan het begin van de jaargang erop mocht hij enkele malen invallen in het eerste team. Op 5 oktober 2023 debuteerde hij in een Europees toernooi, door in de UEFA Europa League in te vallen tijdens de uitwedstrijd bij AEK Athene (1–1). Drie dagen later maakte Van Axel Dongen zijn basisdebuut in het eerste elftal, tegen AZ. Er werd met 1–2 verloren en Van Axel Dongen moest zich in de eerste helft geblesseerd laten vervangen door Georges Mikautadze. De rest van dit seizoen speelde hij weinig door blessures, net als in het seizoen 2024/25. Van Axel Dongen speelde slechts drie wedstrijden bij Jong Ajax.
Op 15 juli 2025 werd bekendgemaakt dat Van Axel Dongen door Ajax werd verhuurd aan sc Heerenveen voor het seizoen 2025/26. De Friese club bedong bij deze overgang geen optie tot koop.

## Clubstatistieken

### Beloften
| Seizoen | Club      | Competitie     | Competitie | Competitie |
| Seizoen | Club      | Competitie     | Wed.       | Dlp.       |
| ------- | --------- | -------------- | ---------- | ---------- |
| 2020/21 | Jong Ajax | Eerste divisie | 2          | 1          |
| 2021/22 | Jong Ajax | Eerste divisie | 7          | 1          |
| 2022/23 | Jong Ajax | Eerste divisie | 14         | 2          |
| 2023/24 | Jong Ajax | Eerste divisie | 5          | 0          |
| 2024/25 | Jong Ajax | Eerste divisie | 3          | 0          |
| Totaal  | Totaal    | Totaal         | 31         | 4          |

Bijgewerkt op 20 juli 2025.

### Senioren
| Seizoen | Club            | Competitie | Competitie | Competitie | Beker | Beker | Internationaal | Internationaal | Totaal | Totaal |
| Seizoen | Club            | Competitie | Wed.       | Dlp.       | Wed.  | Dlp.  | Wed.           | Dlp.           | Wed.   | Dlp.   |
| ------- | --------------- | ---------- | ---------- | ---------- | ----- | ----- | -------------- | -------------- | ------ | ------ |
| 2021/22 | Ajax            | Eredivisie | 1          | 0          | 2     | 0     | 0              | 0              | 3      | 0      |
| 2022/23 | Ajax            | Eredivisie | 0          | 0          | 0     | 0     | 0              | 0              | 0      | 0      |
| 2023/24 | Ajax            | Eredivisie | 3          | 0          | 0     | 0     | 1              | 0              | 4      | 0      |
| 2024/25 | Ajax            | Eredivisie | 0          | 0          | 0     | 0     | 0              | 0              | 0      | 0      |
| 2025/26 | → sc Heerenveen | Eredivisie | 0          | 0          | 0     | 0     | —              | —              | 0      | 0      |
| Totaal  | Totaal          | Totaal     | 4          | 0          | 2     | 0     | 1              | 0              | 7      | 0      |

Bijgewerkt op 20 juli 2025.

## Interlandcarrière
Van Axel Dongen debuteerde op 5 november 2019, onder bondscoach Martijn Reuser, voor Nederland –16 in de met 2–0 gewonnen oefeninterland tegen Hongarije –16. Van Axel Dongen speelde daarna nog twee interlands voor Nederland onder 16 (2–0 winst tegen Duitsland –16 en 3–1 winst tegen Colombia –16). Op 9 oktober 2021 debuteerde Van Axel Dongen, opnieuw onder leiding van bondscoach Martijn Reuser, voor Nederland –18 in de met 0–1 gewonnen oefeninterland tegen Zweden –18.

## Erelijst
| Abdelhak Nouri Trofee (grootste talent van de Ajax Jeugdopleiding) | 1 | 2020/21 |